# Your Number Please
Your Number Please — студийный альбом американской певицы Джули Лондон, выпущенный в 1959 году на лейбле Liberty Records. Продюсером альбома стал муж певицы Бобби Труп, аранжировщиком и дирижёром — Андре Превин.

## Отзывы критиков
Рецензент HiFi/Stereo Review Стэнли Грин заявил: «Мисс Джули Лондон всегда обладала редкой способностью звучать так, как будто она записывается в полулежачем положении и в любой момент может откусить большой кусок от микрофона. Её последняя работа — еще одна из её уютных программ упражнений на глубокое дыхание, хитрость в том, что все песни были прославлены певцами-мужчинами».

## Список композиций
| №  | Название                            | Автор(ы)                       | Длительность |
| -- | ----------------------------------- | ------------------------------ | ------------ |
| 1. | «Makin' Whoopee»                    | Уолтер Дональдсон, Гас Кан     | 2:46         |
| 2. | «It Could Happen to You»            | Джимми Ван Хьюзен, Джонни Берк | 3:13         |
| 3. | «When I Fall in Love»               | Виктор Янг, Эдвард Хейман      | 3:23         |
| 4. | «It’s a Blue World»                 | Джордж Форрест, Роберт Райт    | 2:24         |
| 5. | «They Can’t Take That Away from Me» | Джордж Гершвин, Айра Гершвин   | 3:09         |
| 6. | «One for My Baby»                   | Гарольд Арлен, Джонни Мерсер   | 4:11         |

| №                   | Название               | Автор(ы)                     | Длительность |
| ------------------- | ---------------------- | ---------------------------- | ------------ |
| 1.                  | «Angel Eyes»           | Мэтт Деннис, Эрл Брент       | 3:57         |
| 2.                  | «Love Is Here to Stay» | Джордж Гершвин, Айра Гершвин | 3:18         |
| 3.                  | «The More I See You»   | Гарри Уоррен, Мак Гордон     | 3:03         |
| 4.                  | «A Stranger In Town»   | Мел Торме                    | 3:00         |
| 5.                  | «Two Sleepy People»    | Хоги Кармайкл, Фрэнк Лессер  | 3:15         |
| 6.                  | «Learnin' the Blues»   | Долорес Вики Сильверс        | 3:26         |
| Общая длительность: | Общая длительность:    | Общая длительность:          | 39:05        |